# Саобраћај у Монаку
Монако је једна од најмањих земаља у свету. Са површином мањом државе од 2 km² тешко се може говорити о постојању аеродрома или ауто-пута, али и поред тога његов саобраћај је веома развијен спрам њене величине. Пошто је земљиште изузетно скупо и често увелико нагибу, саобраћај у држави добрим делом је преко подземни (железнички и друмски тунели, огромне подземне гараже, чак и подземне кружне петље). Постоји и много мостова, лифтова и ескалатора у јавном употреби (неке врсте косих или вертикалних „улица"). 
Саобраћај Монака тесно повезан са саобраћајем у Француској, која га окружује са копна.

## Железнички саобраћај
Железничка мрежа у Монаку дуга је 1,7 km, цела стандардне ширине колосека. Заправо, то је деоница пруге Ница - Италија са једном станицом, изграђена 1867. године Монако нема своје државно предузеће, већ његову кратку железничку мрежу одржава „Државно предузеће за француску железницу“, познатије по акрониму СНЦФ. У будућности се планира и изградња омањег метроа у циљу смањења гужви у држави.
Железничка веза са суседним земљама:
- Француска - да

## Друмски саобраћај
Укупна дужина путева у Монаку у 1996. години је 50 km, сви са савременом тврдом подлогом. Већина путева је стрма и релативно узана, а добар део путева је подземан, чак постоје и подземне петље. У држави нема ауто-путева, али се најближи ауто-путеви налазе већ на неколико километара од Монака, у његовим прдграђима на подручју Француске.

## Водени саобраћај
Монако је приморска земља и спрам своје величине има дуг излаз на Средоземно море. Због своје ексклузивности, Монако поседује само марине и то две:
- стара марина на истоку — Херкул
- нова марина на западу — Фонтевил

У њима се могу видети најскупље јахте на свету.

## Гасоводи и нафтоводи
- Гасовод: нема
- Нафтовод: нема

## Ваздушни транспорт
У Монако због маленкости своје територије нема аеродром, али се у те сврхе користи Међународни аеродром „Азурна Обала“ у Ници, удаљен око 25 km западно од државе и повезан са њом савременим ауто-путем.
Монако поседује један хелиодром у четврти Фонтевил. Преко овог хелиодрома одвија се превоз до Аеродрома у Ници и до најближих скијашких центара на Алпима.